# Parafia Najświętszej Maryi Panny Królowej Polski w Przerzeczynie-Zdroju
Parafia Najświętszej Maryi Panny Królowej Polski w Przerzeczynie-Zdroju – znajduje się w dekanacie piławskim w diecezji świdnickiej. Była erygowana w 1972 r. Jej proboszczem jest ks. Marian Chomiak.
Kościół parafialny powstał w XV wieku, został przebudowany w XVIII wieku. Wewnątrz manierystyczna empora z 1630, barokowy ołtarz główny, rzeźby, ambona i plafon z 1680. Barokowe wielkie organy powstały w latach 1715-1720, rokokowe małe organy pochodzą z 1770. Renesansowe nagrobki z II połowy XVI w.,późnorenesansowe z ok. 1600.